# Camille Leroy (cyclisme)
Camille Leroy, né le 27 avril 1892 à Namur et mort le 13 août 1952 à Cortil-Noirmont, est un coureur cycliste belge. Professionnel de 1919 à 1928, il s'est notamment distingué en prenant la huitième place du classement général du Tour de France 1921.

## Palmarès
- 1919
  - 5e de Liège-Bastogne-Liège
- 1921
  - 8e du Tour de France

## Résultats sur le Tour de France
- 1921 : 8e
- 1922 : abandon (3e étape)
- 1923 : abandon (6e étape)
- 1923 : abandon (1re étape)